# Marina Romoli
Marina Romoli (* 9. Juni 1988 in Recanati) ist eine ehemalige italienische Radrennfahrerin.

## Sportlicher Werdegang
2006 wurde Marina Romoli im belgischen Gent Vize-Weltmeisterin der Juniorinnen im Straßenrennen. Im Jahr darauf erhielt sie beim Team Menikini-Selle Italia ihren ersten Vertrag. 2008 belegte sie beim Grand Prix Elsy Jacobs Rang drei. Bei der U23-Europameisterschaft 2009 wurde sie Zehnte im Straßenrennen. 2010 fuhr sie für das Team Safi-Pasta Zara.

## Unfall und Engagement
Am 1. Juni 2010 befand sich Marina Romoli gemeinsam mit zwei Rennfahrerkollegen, ihrem Verlobten Matteo Pelucchi und Samuele Conti, auf einer Trainingsfahrt. In der Nähe von Lecco wurde Romoli von einer Autofahrerin geschnitten. Sie stürzte, musste mehrfach operiert werden und sitzt seitdem querschnittsgelähmt im Rollstuhl. 2014 trennten sich Romoli und Pelucchi.
2011 wurde die Associazione Marina Romoli Onlus gegründet, deren Präsidentin sie selbst ist (Stand 2021). Ihr Ziel ist unter anderem Förderung und Finanzierung der wissenschaftlichen Forschung zur Heilung von Lähmungen, die durch chronische Rückenmarksverletzungen verursacht werden, sowie die finanzielle Unterstützung von jungen Sportlern, die aufgrund von Verkehrsunfällen oder schweren Verletzungen beim Sport behindert sind. Auch engagiert sie sich für Sicherheit im Sport.

## Berufliches
2021 schloss Marina Romoli ein Studium auf dem Gebiet der Neurowissenschaften an der Universität Bologna mit Auszeichnung ab. Ihre Forschungsarbeit befasste sich mit den traumatischen Hirnverletzungen von Sportlern und deren Langzeitfolgen. Sie engagiert sich für die Entwicklung von Tests, mit denen Hirnverletzungen zeitnah erkannt werden können. Bei Mannschaftssportarten sei es etwa möglich, einen verletzten Spieler auszuwechseln, im Radsport hingegen neigten die Sportler dazu, nach einem Sturz wieder aufs Rad zu steigen und somit sich selbst und andere zu gefährden.

## Erfolge
2006
- Junioren-Weltmeisterschaft – Straßenrennen